# جورج أرمسترونغ (لاعب هوكي الجليد)
جورج أرمسترونغ هو لاعب هوكي الجليد كندي، ولد في 6 يوليو 1930 في نيكل سنتر ‏ في كندا.

## وصلات خارجية
- جورج أرمسترونغ على موقع دوري الهوكي الوطني (الإنجليزية)
- جورج أرمسترونغ على موقع EliteProspects.com (الإنجليزية)
- جورج أرمسترونغ على موقع HockeyDB.com (الإنجليزية)
- جورج أرمسترونغ على موقع Hockey-Reference.com (الإنجليزية)
- جورج أرمسترونغ على موقع قاعة أونتاريو للمشاهير الرياضية (مؤرشف) (الإنجليزية)
- جورج أرمسترونغ على موقع IMDb (الإنجليزية)
- جورج أرمسترونغ على موقع قاعدة بيانات الفيلم (الإنجليزية)